# Rex Cawley
Pour les articles homonymes, voir Cawley.
Warren Jay "Rex" Cawley, né le 6 juillet 1940 à Highland Park et mort le 21 janvier 2022 à Orange (Californie), est un athlète américain, spécialiste du 400 mètres haies. Ancien détenteur du record du monde, il devient champion olympique de la discipline en 1964.
Rex Cawley prit part aux sélections américaines pour les Jeux olympiques d'été de 1960 mais ne se qualifia pas, se classant septième sur 400 m haies. Quatre ans plus tard à Los Angeles, lors des sélections pour les Jeux olympiques d'été de 1964, il battait le record du monde codétenu par son compatriote Glenn Davis et l'Italien Salvatore Morale. Derrière lui se qualifia William Hardin, le fils du champion olympique de 1936, Glenn Hardin. Si Cawley remporta la finale et devint champion olympique devant le Britannique John Cooper et Salvatore Morale, William Hardin échoua en demi-finale.
Rex Cawley s'est retiré de la compétition en 1965 sur blessure.

## Palmarès

### Jeux olympiques d'été
- Jeux olympiques d'été de 1964 à Tokyo ( Japon)
  -  Médaille d'or sur 400 m haies

### Records
- Record du monde du 400 m haies en 49 s 1 le 13 mai 1964 à Los Angeles (amélioration du record codétenu par Salvatore Morale et Glenn Davis, sera battu le 11 juin 1968 par Geoffrey Vanderstock)